# Nikolaifleet

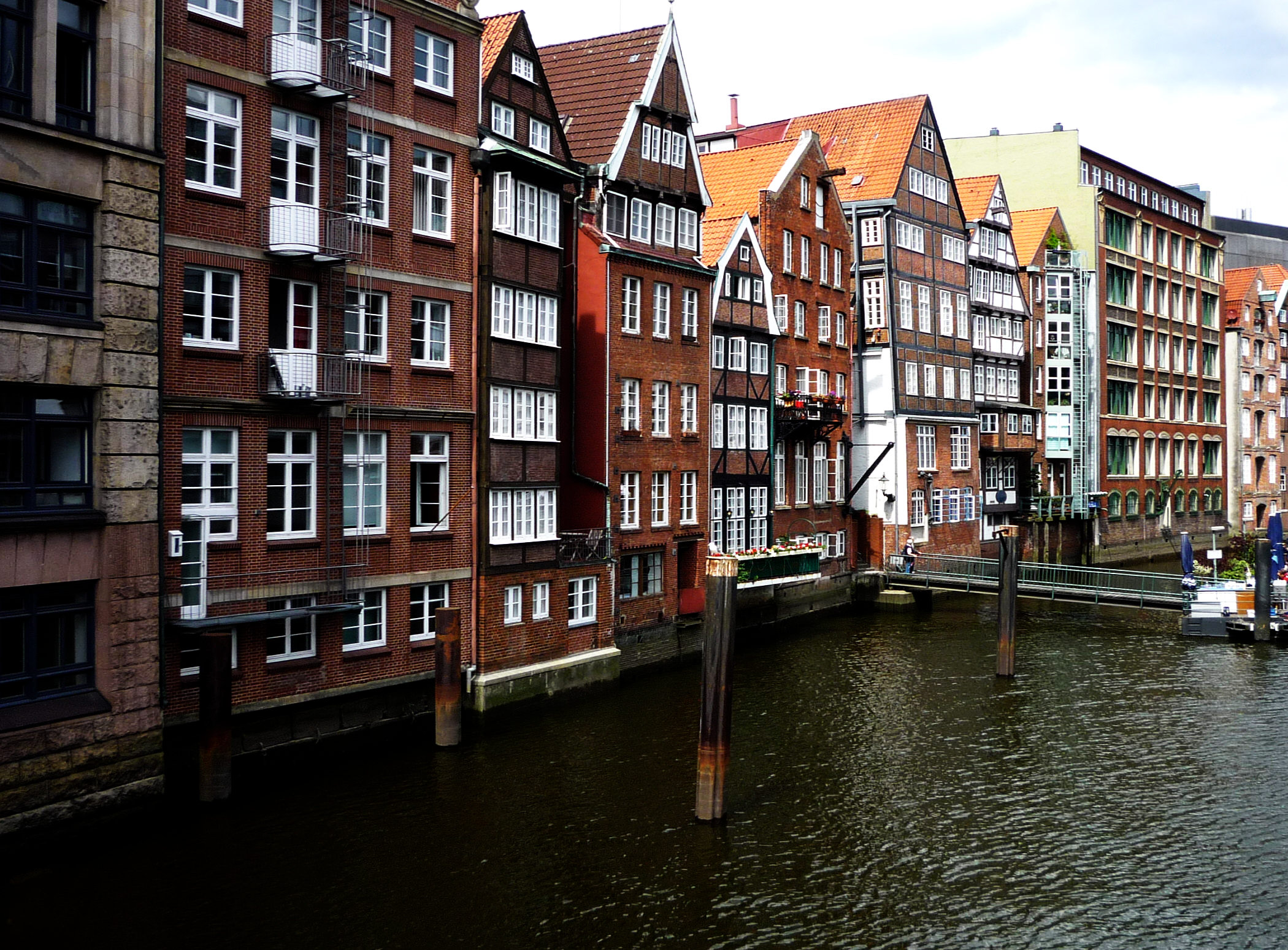
Amburgo: storici edifici lungo il Nikolaifleet

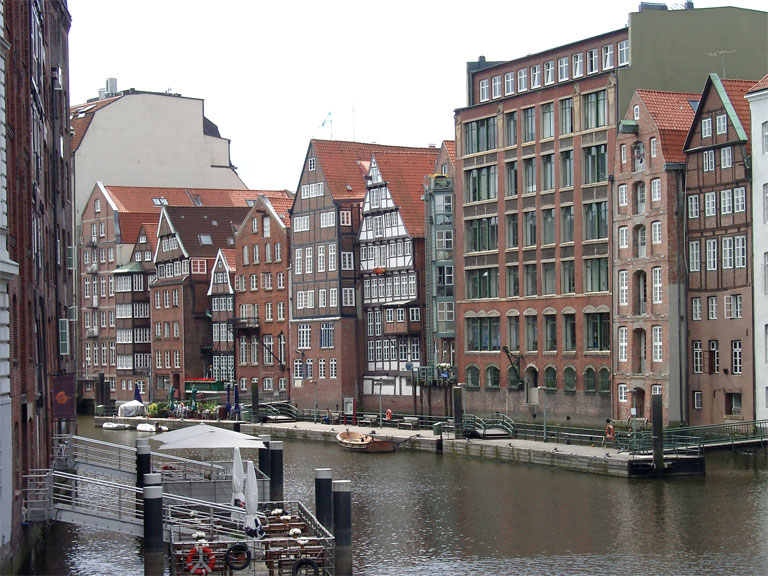
Gli storici edifici della Deichstraße, lungo il Nikolaifleet

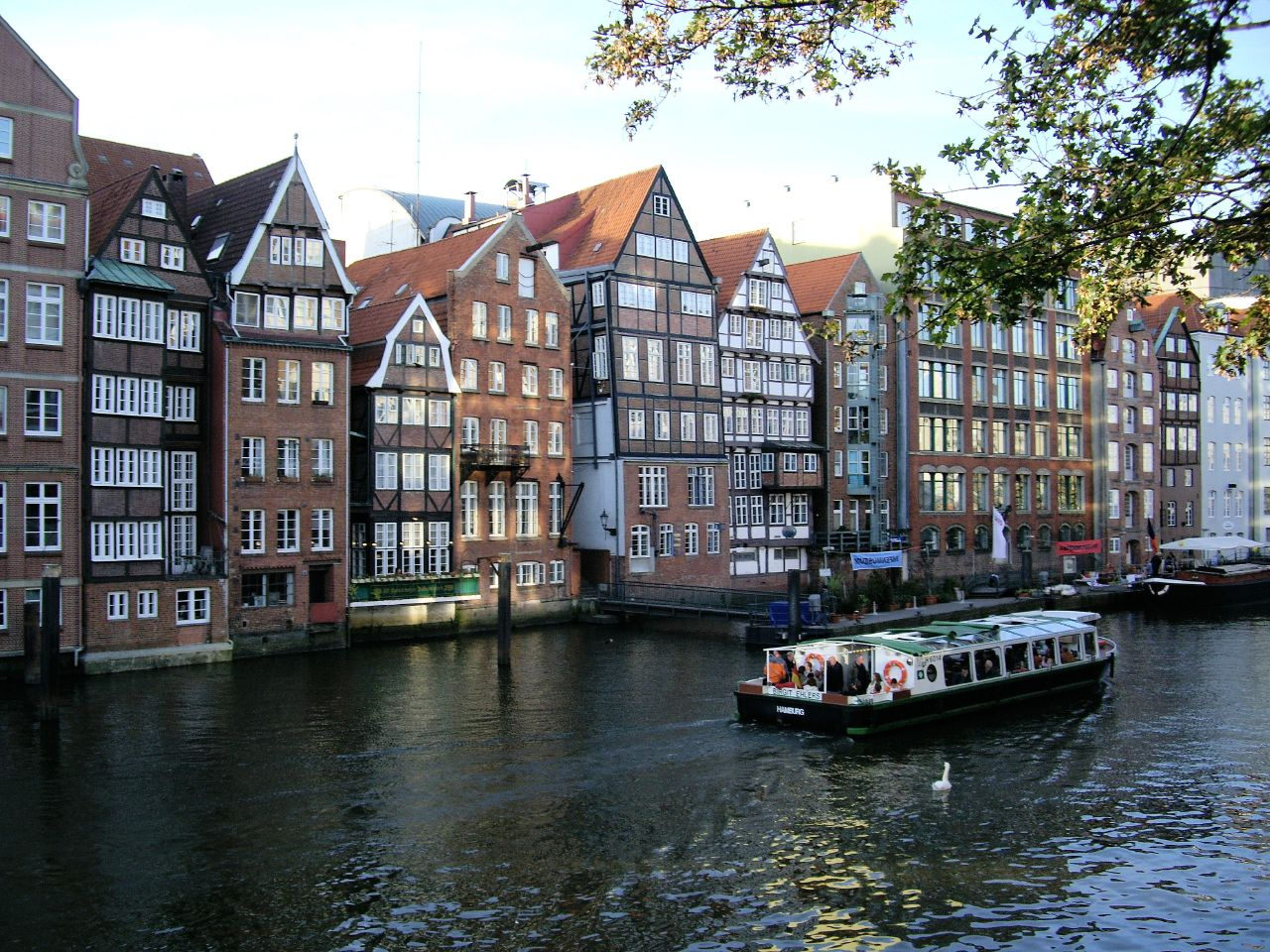
Un battello lungo Nikolaifleet

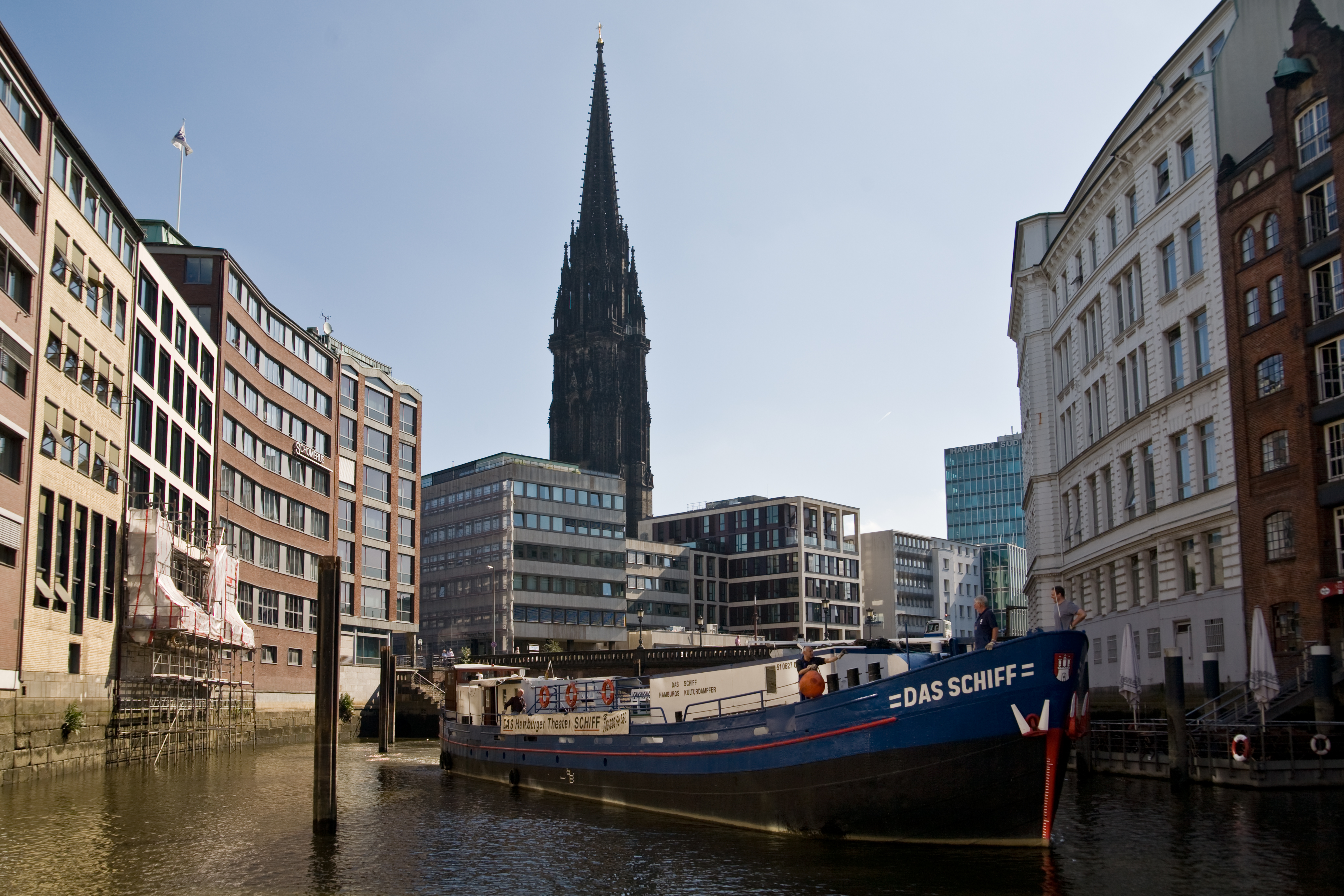
Das Schiff, imbarcazione del 1912 ancorata lungo il Nikolaifleet e adibita a teatro

Nikolaifleet o Nicolaifleet è un canale (in lingua basso-tedesca: Fleet) di Amburgo, che costituiva un tempo il braccio principale del delta del fiume Alster e che rappresenta una delle parti più antiche dell'area del porto, sviluppatosi proprio da qui nel 1188. È l'unico naviglio della città che conserva ancora degli edifici nel tipico stile amburghese.

Da qui, fino al XIX secolo, venivano caricate le merci destinate ai magazzini della città.
La denominazione "Nikolaifleet" risale al 1916. In origine, il canale era chiamato "Alsterschleife".

## Ubicazione
Nikolaifleet si trova a sud della Ost-West-Straße e a nord della Katharinenstraße, nelle vicinanze della Chiesa di San Nicola e della città dei magazzini (Speicherstadt) e non lontano dal Rathausmarkt, la piazza del municipio.

## Caratteristiche
Lungo il Nikolaifleet si trovano le ricostruzioni degli antichi edifici distrutti nel grande incendio del 5 maggio-8 maggio 1842. 
Vi si trovano inoltre numerosi bar, ristoranti e negozi.

## Storia
Da qui iniziarono nel 1188 i lavori per la costruzione del porto di Amburgo.

A quel tempo, il Nikolaifleet, che si chiamava ancora "Alsterschleife", rappresentava il confine tra la città vecchia e la città nuova in via di costruzione.
|  |

## Punti d'interesse

### Ponti
- Trostbrücke
- Reimersbrücke
- Holzbrücke
- Hohe Brücke

### Altro
- Haus der Seefahrt
- Antica gru
- Das Schiff, imbarcazione del 1912 adibita a teatro